# 野村貴仁
野村 貴仁（のむら たかひと、1969年〈昭和44年〉1月10日 - ）は、高知県吾川郡春野町（現：高知市）出身の元プロ野球選手（投手、左投左打）。2000年から2001年までの登録名は「野村 空生（のむら たかき）」。

## 経歴

### プロ入り前
高知県立高岡高等学校宇佐分校（現：高知県立高知海洋高等学校）ではエースとして1986年の高知大会準決勝に進み、高知商業の岡林洋一と投げ合うが、延長12回の末に惜敗し甲子園出場を逸する。卒業後は三菱重工三原に入社。1987年の都市対抗では高卒新人ながら三菱重工広島の補強選手として1回戦に先発したが2回3失点で退いている（なお、高卒新人で補強選手として本大会で先発登板した選手は野村を最後に2019年まで出ていない）。1988年の都市対抗では大昭和製紙北海道との1回戦でリリーフとして自チームでの初登板を果たす。翌1989年の都市対抗でも新日鐵光に補強されるが、登板機会はなかった。

### オリックス時代
1990年度プロ野球ドラフト会議で近鉄とオリックスが野村の3位指名で競合し、抽選の結果オリックス・ブルーウェーブに入団した。クジを外した近鉄は佐野重樹を指名した。
プロ1年目となる1991年は一軍での登板機会が無かったが、2年目の1992年にプロ初登板。3試合で先発登板したが、それ以降は左のリリーフが不足するチーム事情もあってリリーフを専業とするようになっていった。
1993年には史上2人目となる1イニング4奪三振を記録した。また、このシーズンでは自身のキャリアでは最長の投球回数を投げ、防御率1.53の成績を残すと共に、被本塁打は清原和博に打たれた1本のみにとどめた。
1995年は抑えの平井正史に繋ぐセットアッパーとして37試合に登板し防御率0.98をマークしてリーグ優勝に貢献した。同年1995年12月、年俸でオリックス球団が提示する3,900万円に対して、野村は6,500万円を主張して折り合いが着かなかったため、翌1996年2月5日にパシフィック・リーグ初の参稼報酬調停を申請した。調停委員会は1996年3月1日、オリックス球団の提示する3,900万円を妥当な金額と認定し、野村の主張する6,500万円を退けた。
1996年にもセットアッパーとしてリーグ優勝・日本一に貢献。特に1996年の日本シリーズでは4試合に登板し読売ジャイアンツの主砲・松井秀喜らの主力を相手に無失点に抑えこみ、登板した試合では全て勝利した。
1997年、当時のニューヨーク・メッツ監督で日本でも千葉ロッテマリーンズにて監督経験のあるボビー・バレンタインからロベルト・ペタジーニとの交換を打診され、オリックス監督の仰木彬も興味を示したが、フロントがペタジーニの獲得を見送ったため、実現しなかった。

### 巨人時代
1998年1月13日、木田優夫との交換トレードで読売ジャイアンツへ移籍した。結果的にこの移籍以降キャリアが下降線をたどるようになる。本人は後に「2000年に胸椎や頚椎のヘルニアになり、それが引退の原因になった」と明かしている。
1998年、巨人在籍1年目のシーズン当初は抑えとして期待されたが、力任せに抑えようとすればするほど痛打を浴びる場面が目立ち、首脳陣からの信頼を失って以降は中継ぎとして起用された。
2000年のシーズン前に登録名を「貴仁」から「空生」へ改名。なお、プロ2年目からこの年まで9年連続で投球イニング数を超える奪三振数をマークしていた。
2001年6月26日、札幌ドーム初の公式戦となる中日ドラゴンズ戦に登板し、勝利投手になった。同年オフに巨人を退団。

### ブルワーズ時代
メジャーリーグに挑戦。入団テストを経て、ミルウォーキー・ブルワーズにメジャー契約で入団。
2002年はスプリング・トレーニングで結果を残し、開幕ロースター入りを果たす。4月3日のヒューストン・アストロズ戦でメジャー公式戦初登板するなど21試合に登板するも、5月以降は打ち込まれる場面が増えるなど結果を残せず、マイナーリーグ降格などもあって、シーズンオフに解雇された。

### 日本ハム時代
2003年に日本ハムファイターズに所属。僅か6試合のみの登板に終わった。

### 台湾球界時代
2004年には台湾の誠泰コブラズに所属。プロ2年目以来となる先発投手として登板したが、この1試合に登板したのみで退団した。結果的にこの試合がプロ生活における最後の登板となった。

### 現役引退後
現役引退後は地元である高知県へ戻った。
2006年10月31日、高知市内で覚せい剤取締法違反の疑いで逮捕され、同年12月26日付で懲役1年6月・執行猶予3年（求刑・懲役1年6月）の有罪判決を言い渡された。この裁判の公判における供述によると、野村はオリックス在籍時に外国人選手から勧められてアンフェタミン系興奮剤の「グリーニー」に手を出し、同僚選手にも分け与えながらメジャーリーグ挑戦のためアメリカに渡るまで服用を続けていたという。なお、世界アンチ・ドーピング機構(WADA)でグリーニーが禁止薬物に指定されたのは2004年であり、野村のNPB時代は禁止薬物ではなかった。
その後は週刊誌やスポーツ誌などの取材に数回応じたことはあったものの基本的には公の場に姿を現すことはなく、その消息については広く知られてはいなかったが、2014年に週刊文春が清原和博の薬物疑惑を報じた際には巨人時代の元同僚Xとして誌面に登場し、巨人での清原の様子について語っていた。このような経緯もあり、2016年2月2日に清原が覚せい剤取締法違反で逮捕された際には日本テレビの取材で10年ぶりに公の場に姿を現し、2月9日、テレビ番組のインタビューにて清原に覚醒剤を渡していた事があると語った。 久しぶりにマスコミに露出した際、ヘルメット姿に伸びきった髭など現役時代とは大きく様変わりした様子が反響を呼んだこともあり（ただし、髭はその後程なくして剃り落としている）、以来野村のもとには連日に渡って多くの報道陣が駆けつけ、更には報道番組のみならずバラエティ番組にも多く出演するようになるなど時の人となった。清原が有罪判決を受けた後も不定期に報道番組やバラエティ番組に出演している。また、同年には自らのこれまでの半生を綴った半生記「再生」を角川書店より出版した。野村によるゲイリー・シェフィールドのスイングのモノマネ動画もユーチューブ上に投稿されており現在でも視聴可能である。
2010年より野球教室を始めたが、2016年2月時点では生徒は在籍していないと報道されていた。
2019年、週刊新潮のインタビューに対して2年ほど前から大工をしていると答えている。同年4月にYouTube公式チャンネルが開設され、大工や農作業の様子が多数アップロードされている。現在は同年6月から借りている高知市内の土地でサツマイモ農家を営みながら、同年11月9日よりスポーツバー「野村の部屋」という店舗も展開している。
2021年8月、学生指導者資格を回復。球界復帰に向けて動き出した。10月、オリックスが25年ぶりにリーグ優勝した際には「オリックス　優勝　　元オリックス　野村　貴仁　感激」というタイトルで野村貴仁公式ユーチューブに動画を投稿した。25年前の優勝メンバーだった野村は当時バッテリーを組んでいた中嶋監督とのエピソードも明かした。
2022年よりスポーツメディア「HOPE」にてネット記事を連載中。農業やボランティアに親しむことで穏やかな生活を取り戻し、2016年よりも絞った体型になった。9月1日配信の野村貴仁公式ユーチューブの動画では、年始め早々に水田に放していた合鴨に集団脱走されたことで雑草は生え放題、肥料も足りなくなるなど大変な収穫だった事を明かした。

### 野村塾
2022年4月22日、プロの視点でアマチュア野球からプロを目指す選手まで、幅広く指導を行うオンライン野球塾「野村塾」を開講。最も重要なメンタル管理、体幹、柔軟、トレーニング、投球、バッティング指導まで野球に関することをオールインワンで講師を務める。公式ファンクラブ的な位置づけもあり、会員限定のオフ会等も企画予定となっている。また、YouTubeチャンネル「本気の野村塾」も新たに開設し、精力的に活動を続けている。

## 人物・選手としての特徴
- 身長170cmと、投手としては決して恵まれた体格では無かったものの、躍動感あるスリークォーターから繰り出す、最速151km/hのストレートとスライダーを武器とした。
- マウンド度胸にも優れ、相手の胸元を思い切り突く攻撃的なピッチングを得意とした。
- 野球では左投左打であったが、ペンは右手で持ち[23]、箸は左手[24]。

## 詳細情報

### 年度別投手成績
| 年 度     | 球 団      | 登 板 | 先 発 | 完 投 | 完 封 | 無 四 球 | 勝 利 | 敗 戦 | セ 丨 ブ | ホ 丨 ル ド | 勝 率 | 打 者 | 投 球 回 | 被 安 打 | 被 本 塁 打 | 与 四 球 | 敬 遠 | 与 死 球 | 奪 三 振 | 暴 投 | ボ 丨 ク | 失 点 | 自 責 点 | 防 御 率 | W H I P |
| --------- | ---------- | ----- | ----- | ----- | ----- | -------- | ----- | ----- | -------- | ----------- | ----- | ----- | -------- | -------- | ----------- | -------- | ----- | -------- | -------- | ----- | -------- | ----- | -------- | -------- | ------- |
| 1992      | オリックス | 27    | 3     | 0     | 0     | 0        | 1     | 2     | 5        | --          | .333  | 195   | 46.1     | 51       | 2           | 15       | 0     | 0        | 35       | 2     | 0        | 15    | 13       | 2.53     | 1.42    |
| 1993      | オリックス | 36    | 0     | 0     | 0     | 0        | 3     | 3     | 8        | --          | .500  | 272   | 70.2     | 49       | 1           | 12       | 0     | 1        | 83       | 2     | 0        | 14    | 12       | 1.53     | 0.86    |
| 1994      | オリックス | 29    | 0     | 0     | 0     | 0        | 3     | 4     | 6        | --          | .429  | 213   | 47.2     | 49       | 4           | 25       | 1     | 1        | 58       | 5     | 0        | 29    | 23       | 4.34     | 1.55    |
| 1995      | オリックス | 37    | 0     | 0     | 0     | 0        | 3     | 1     | 2        | --          | .750  | 138   | 36.2     | 21       | 0           | 11       | 2     | 0        | 43       | 1     | 0        | 5     | 4        | 0.98     | 0.87    |
| 1996      | オリックス | 54    | 0     | 0     | 0     | 0        | 4     | 1     | 5        | --          | .800  | 287   | 69.1     | 55       | 2           | 28       | 2     | 1        | 84       | 5     | 0        | 28    | 22       | 2.86     | 1.20    |
| 1997      | オリックス | 52    | 0     | 0     | 0     | 0        | 4     | 5     | 8        | --          | .444  | 282   | 65.0     | 60       | 4           | 31       | 4     | 1        | 76       | 4     | 0        | 30    | 26       | 3.60     | 1.40    |
| 1998      | 巨人       | 24    | 0     | 0     | 0     | 0        | 1     | 4     | 4        | --          | .200  | 95    | 19.2     | 19       | 2           | 18       | 3     | 0        | 23       | 1     | 3        | 11    | 11       | 5.03     | 1.88    |
| 1999      | 巨人       | 15    | 0     | 0     | 0     | 0        | 2     | 0     | 0        | --          | 1.000 | 53    | 13.2     | 9        | 1           | 4        | 0     | 0        | 16       | 1     | 0        | 2     | 2        | 1.32     | 0.95    |
| 2000      | 巨人       | 24    | 0     | 0     | 0     | 0        | 1     | 1     | 1        | --          | .500  | 89    | 20.0     | 18       | 5           | 8        | 0     | 1        | 21       | 2     | 1        | 18    | 15       | 6.75     | 1.30    |
| 2001      | 巨人       | 40    | 0     | 0     | 0     | 0        | 2     | 1     | 0        | --          | .667  | 167   | 37.0     | 47       | 4           | 12       | 1     | 1        | 34       | 4     | 0        | 19    | 19       | 4.62     | 1.59    |
| 2002      | MIL        | 21    | 0     | 0     | 0     | 0        | 0     | 0     | 0        | 2           | ----  | 71    | 13.2     | 11       | 2           | 18       | 4     | 2        | 9        | 2     | 1        | 14    | 13       | 8.56     | 2.12    |
| 2003      | 日本ハム   | 6     | 0     | 0     | 0     | 0        | 0     | 0     | 0        | --          | ----  | 28    | 5.1      | 11       | 2           | 1        | 0     | 1        | 3        | 0     | 1        | 7     | 7        | 11.81    | 2.25    |
| 2004      | 誠泰       | 1     | 1     | 0     | 0     | 0        | 0     | 0     | 0        | --          | ----  | 19    | 4.0      | 7        | 0           | 1        | 0     | 0        | 5        | 2     | 0        | 2     | 2        | 4.50     | 2.00    |
| NPB：11年 | NPB：11年  | 344   | 3     | 0     | 0     | 0        | 24    | 22    | 39       | --          | .522  | 1819  | 431.1    | 389      | 27          | 165      | 13    | 7        | 476      | 27    | 5        | 178   | 154      | 3.21     | 1.28    |
| MLB：1年  | MLB：1年   | 21    | 0     | 0     | 0     | 0        | 0     | 0     | 0        | 2           | ----  | 71    | 13.2     | 11       | 2           | 18       | 4     | 2        | 9        | 2     | 1        | 14    | 13       | 8.56     | 2.12    |
| CPBL：1年 | CPBL：1年  | 1     | 1     | 0     | 0     | 0        | 0     | 0     | 0        | --          | ----  | 19    | 4.0      | 7        | 0           | 1        | 0     | 0        | 5        | 2     | 0        | 2     | 2        | 4.50     | 2.00    |

### 記録
NPB初記録
- 初登板：1992年4月21日、対西武ライオンズ4回戦（グリーンスタジアム神戸）、6回表に2番手として救援登板、3回無失点
- 初奪三振：同上、6回表に清原和博から
- 初先発登板：1992年5月3日、対日本ハムファイターズ5回戦（グリーンスタジアム神戸）、5回1/3を4失点
- 初セーブ：1992年8月26日、対千葉ロッテマリーンズ16回戦（千葉マリンスタジアム）、9回裏2死に4番手として救援登板・完了、1/3回無失点
- 初勝利：1992年9月24日、対近鉄バファローズ26回戦（グリーンスタジアム神戸）、8回表に2番手として救援登板・完了、2回無失点

NPBその他の記録
- 1イニング4奪三振：1993年8月8日、対千葉ロッテマリーンズ戦18回戦（千葉マリンスタジアム）、7回裏 ※史上2人目、パ・リーグ初[25]
- オールスターゲーム出場：2回 （1996年、1997年）

### 背番号
- 15 （1991年 - 1997年）
- 95 （1998年 - 2003年）
- 28 （2004年）

### 登録名
- 野村 貴仁 （のむら たかひと、1991年 - 1999年、2002年 - 2004年）
- 野村 空生 （のむら たかき、2000年 - 2001年）

## 著書
- 『再生』（角川書店、2016年）ISBN 978-4041045800

## 出演番組
- EXD44　準レギュラー[26]
- サンデージャポン　清原和博の逮捕以来7週連続で出演するなど一躍常連に。2016年のASKA逮捕の際も、覚醒剤事件に詳しい人物として登場。
- クイズ☆スター名鑑　「今の球速の限界」のコーナーに出演（2016年11月27日放送分）。
- ビートたけしのTVタックル　2016年年末年始SP、2017年9月3日放送分などにVTR出演。